# باتريك فاركاس
باتريك فاركاس (بالألمانية: Patrick Farkas)‏ (9 سبتمبر 1992 في النمسا - ) هو لاعب كرة قدم نمساوي في مركز الوسط. شارك مع منتخب النمسا تحت 17 سنة لكرة القدم ومنتخب النمسا تحت 18 سنة لكرة القدم ومنتخب النمسا تحت 19 سنة لكرة القدم ومنتخب النمسا تحت 20 سنة لكرة القدم ومنتخب النمسا تحت 21 سنة لكرة القدم ومنتخب النمسا لكرة القدم. أما مع النوادي، فقد لعب مع نادي ماترسبرغ.

## وصلات خارجية
- باتريك فاركاس على موقع الاتحاد الأوربي (الإنجليزية)
- باتريك فاركاس على موقع قاعدة بيانات كرة القدم.إي يو (الإنجليزية)
- باتريك فاركاس على موقع Soccerway.com (الإنجليزية)
- باتريك فاركاس على موقع عالم كرة القدم.نت (الإنجليزية)